# Halictus mogrensis
Halictus mogrensis är en biart som beskrevs av Cockerell 1945. Halictus mogrensis ingår i släktet bandbin, och familjen vägbin. Inga underarter finns listade i Catalogue of Life.